# Дніпроенергія
Дніпроене́ргія — село Комарської сільської громади Волноваського району Донецької області, Україна.
12 березня почалися бої за село.
15 квітня 2025 року ЗСУ звільнили село.

## Загальні відомості
Село розташоване на правому березі р. Мокрі Яли. Відстань до селища Велика Новосілка становить близько 17 км і проходить автошляхом місцевого значення.

## Населення
За даними перепису 2001 року населення села становило 96 осіб, із них 73,96 % зазначили рідною мову українську та 26,04 % — російську.